# 井川楊枝
井川 楊枝（いがわ ようじ、1976年8月13日 - ）は、日本の映画監督、脚本家、ノンフィクション作家。神奈川県相模原市出身。

## 来歴
早稲田大学本庄高等学院を経て、早稲田大学第一文学部を卒業。大学在籍中に短編小説で舟橋聖一顕彰青年文学賞を受賞した。
実話ナックルズ、実話ドキュメント等をはじめとする実話誌を中心に執筆し、暴走族やチーマー、暴力団、外国人マフィアといった、不良やアウトロー系の取材を数多く手がけている。
映画監督としても活動し、2017年公開の『ベースメント』、2022年には『コネクション』で監督・脚本を務めた。
日韓で連載されたAV漫画『Highイキ!』（井川楊枝原作、レジンコミックス）は、ヒロインのAV監督である安西聡子がAV女優の紗倉まなに似ていると噂され、特に韓国での人気が高い。
2012年の著書『封印されたアダルトビデオ』（彩図社）は、AV業界の実態を赤裸々に描いたノンフィクションとして、各メディアで注目を集めた。
また、2016年の著書『モザイクの向こう側』（双葉社）は、AV出演強要問題が社会問題となっていた頃に出版されたルポタージュだが、AV業界が抱える問題点を列挙。この業界を取材し始めたのは、AV女優や素人モデルに対する強姦致傷事件「バッキー事件」の撮影において、ビデオカメラマンとして仕事の依頼を受けたことがきっかけだったと記載されている。そのせいか、『Highイキ！』（レジンコミックス）や『余命一年のＡＶ女優』（小学館）、『PiNKな彼女』（月刊ジヘン）等、原作担当の漫画では、AV業界の闇にスポットを当てて、倫理とビジネスの狭間で葛藤する業界人を扱うストーリーが多く見受けられる。

### ノンフィクション
- 『封印されたアダルトビデオ』彩図社、2012年[6]
- 『女子高生ビジネスの内幕』宝島社、2016年[7]
- 『モザイクの向こう側』双葉社、2016年[8]
- 『日本人妻はなぜ、不倫をするのか』鹿砦社、2018年[9]

### 小説
- 『ベースメント』TOブックス、2017年[10]

### 漫画原作
- 『実録暴走族抗争 スペクターvsブラックエンペラー』（作画：夢未さくら）竹書房、2009年[11]
- 『実録暴走族抗争 全国制覇伝説vsキラー連合!!』（作画：マグナム元気）竹書房、2009年[12]
- 『実録暴走族抗争 相模スペクター伊藤親博伝南関東覇権戦争』（作画：藤原さとし）竹書房、2009年[13]
- 『Highイキ!』（作画：MOONサザン）レジンコミックス、2015年 - （WEBコミック）[14]
- 『グラたま。』（作画：悠宇樹）レジンコミックス、2016年 - （WEBコミック）[15]
- 『明日は来るから』（作画：富沢みどり）レジンコミックス、2016年 - （WEBコミック）[16]
- 『余命一年のAV女優』（作画：玉越博幸）モバMAN、小学館、2017年[17]
- 『狂った母性　～ママ友たちの完全犯罪～』（作画：鶴岡伸寿）めちゃコミック・双葉社、2018年[18]
- 『PiNKな彼女』（作画：芦谷あばよ）月刊ジヘン・アプリMANGA ZERO、2019年[19]
- 『ホーム・ビター・ホーム～モラハラの家～』（作画：石紙一）双葉社アクションコミックス（丸子十愛名義）、2019年[20]
- 『毒隣人』（作画：石紙一）双葉社アクションコミックス（丸子十愛名義）、2021年[21]
- 『恋獄リアリティーショー』（作画：石紙一）双葉社アクションコミックス（丸子十愛名義）、2023年[22]
- 『先生、何人殺したんですか？』（作画：ラテＱ）双葉社（丸子十愛名義）、2023年[23]
- 『俺の学校では毎週デスゲームが行なわれている』（作画：あおみ現場）竹書房バンブーコミックス、2024年[24]

### 映像作品
- 『桃色のジャンヌダルク』アルゴ・ピクチャーズ、2009年：撮影[25]
- 『口裂け女リターンズ』ジョリーロジャー、2012年：脚本（伊吹峻央名義）[26]
- 『12星座とラブる!』東京MXテレビ、2014年：監督[27]
- 『ベースメント』MARCOT、2016年：監督・脚本[28]
- 『名前』2018年：製作統括[29]
- 『マジカル・セックス　淫ら姫の冒険』大蔵映画、2018年：プロデューサー[30]
- 『衿まき女　～闇のアサシン～』サンブリリアント、2018年：監督・脚本[31]
- 『ギャル番外地　シメさせてもらいます』大蔵映画、2019年：キャスティング[32]
- 『コネクション』MARCOT、2022年：監督[33]

### 舞台
- 『異世界で孤児院を開いたけど、なぜか誰一人巣立とうとしない件』池袋シアターグリーン、2019年：脚本・プロデューサー[34]
- 『魔術士オーフェン』新宿村LIVE、2019年：制作協力[35]
- 『三学演義』中野ザポケット、2020年：脚本・プロデューサー[36]